# 22e cérémonie des Critics' Choice Movie Awards
La 22e cérémonie des Critics' Choice Movie Awards (ou BFCA Awards), décernés par la Broadcast Film Critics Association, a eu lieu le 11 décembre 2016, et a récompensé les films sortis en 2016

## Palmarès

### Meilleur film
- La La Land
  - Fences
  - Hacksaw Ridge
  - Lion
  - Loving
  - Manchester by the Sea
  - Moonlight
  - Premier contact
  - Sully

### Meilleur réalisateur
- Damien Chazelle pour La La Land
  - Mel Gibson pour Hacksaw Ridge
  - Barry Jenkins pour Moonlight
  - Kenneth Lonergan pour Manchester by the Sea
  - David Mackenzie pour Comancheria
  - Denis Villeneuve pour Premier contact
  - Denzel Washington pour Fences

### Meilleur acteur
- Casey Affleck dans Manchester by the Sea
  - Joel Edgerton dans Loving
  - Andrew Garfield dans Tu ne tueras point
  - Ryan Gosling dans La La Land
  - Tom Hanks dans Sully
  - Denzel Washington dans Fences

### Meilleure actrice
- Natalie Portman dans Jackie
  - Amy Adams dans Premier contact
  - Annette Bening dans 20th Century Women
  - Isabelle Huppert dans Elle
  - Ruth Negga dans Loving
  - Emma Stone dans La La Land

### Meilleur acteur dans un second rôle
- Mahershala Ali dans Moonlight
  - Jeff Bridges dans Comancheria
  - Ben Foster dans Comancheria
  - Dev Patel dans Lion
  - Michael Shannon dans Nocturnal Animals

### Meilleure actrice dans un second rôle
- Viola Davis dans Fences
  - Greta Gerwig dans 20th Century Women
  - Naomie Harris dans Moonlight
  - Nicole Kidman dans Lion
  - Michelle Williams dans Manchester by the Sea

### Meilleure actrice dans un film d'action
- Gal Gadot pour le rôle de Diana Prince / Wonder Woman dans Batman v Superman : L'Aube de la justice
- Margot Robbie pour le rôle de Dr Harleen Quinzel / Harley Quinn dans Suicide Squad

### Meilleur espoir
- Lucas Hedges dans Manchester by the Sea
  - Alex R. Hibbert dans Moonlight
  - Lewis MacDougall dans Quelques minutes après minuit
  - Madina Nalwanga dans Queen of Katwe
  - Sunny Pawar dans Lion
  - Hailee Steinfeld dans The Edge of Seventeen

### Meilleurs costumes
- Jackie – Madeline Fontaine
  - Alliés (Allied) – Joanna Johnston
  - Les Animaux fantastiques (Fantastic Beasts and Where to Find Them) – Colleen Atwood
  - Florence Foster Jenkins – Consolata Boyle
  - La La Land – Mary Zophres
  - Love and Friendship – Eimer Ní Mhaoldomhnaigh

### Meilleure chanson originale
- City of Stars – La La Land
  - The Fools Who Dream – La La Land
  - Can't Stop the Feeling! – Les Trolls
  - Drive It Like You Stole It – Sing Street
  - How Far I'll Go – Moana
  - The Rules don't Apply – L'Exception à la règle

## Statistiques

### Multiples récompenses
3 / 6 : La La Land
2 / 5 : Manchester by the Sea

### Les grands perdants
0 / 4 : Lion
0 / 3 : Comancheria
1 / 3 : Fences, Moonlight